# Преселка
Преселка (болг. Преселка) — село в Болгарии. Находится в Шуменской области, входит в общину Нови-Пазар. Население составляет 246 человек.

## Политическая ситуация
В местном кметстве Преселка, в состав которого входит Преселка, должность кмета (старосты) исполняет Маринчо Христов Христов (Болгарская социалистическая партия (БСП)) по результатам выборов правления кметства.
Кмет (мэр) общины Нови-Пазар — Васил Еленков Тонев (Болгарская социалистическая партия (БСП)) по результатам выборов в правление общины.